# جریان بنگوئلا

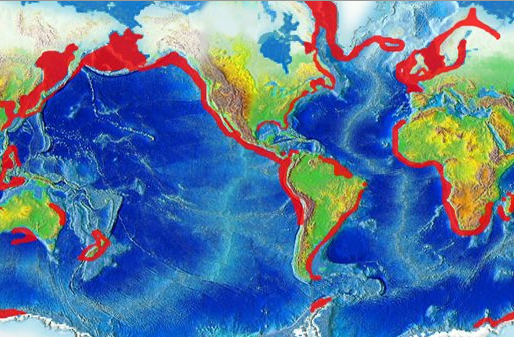
نواحی قرمز نواحی عمده بالا آمدن آب اعماق اقیانوس را نشان می‌دهد. جریان بنگولا در جنوب غرب سواحل آفریقا یکی از جریان‌های عامل این بالا آمدن است.

جریان بنگولا یک جریان اقیانوسی شمال سو و پهن است که قسمت شرقی گردابه جنوبی اقیانوس اطلس را تشکیل می‌دهد. این جریان توسط بادهای جنوب شرق رانده می‌شود که سبب بالا آمدن آب اعماق اقیانوس در کناره‌های ساحل بنگولا می‌شود.